# Schallereignis
Ein Schallereignis ist ein physikalisch-akustischer Vorgang, der räumlich, zeitlich und eigenschaftlich durch physikalische Parameter bestimmt ist und objektiv existiert, unabhängig davon, ob oder wie es wahrgenommen wird. Beschrieben wird ein Schallereignis z. B. über Schallfeldgrößen, Schallquellenentfernung, Schallereignisrichtung und Frequenzspektrum. Mit dem Schallereignis hängen physikalische Phänomene wie Schallquelle, Schallsignal oder Schallwelle zusammen.
Der Begriff wurde in der Elektroakustik zur Unterscheidung von Reiz (Schallereignis) und Empfindung (Hörereignis) eingeführt. Das Hörereignis ist die Wahrnehmung des Schallereignisses und ermöglicht in der Regel auch, die Schallquelle zu lokalisieren. Hörereignisse können auch ohne Schallereignisse vorkommen, d. h. ohne dass mechanischen Schwingungen oder Wellen nachweisbar sind; Beispiele sind Ohrerkrankungen, bei denen im Ohr Rauschen oder bestimmte Töne wahrgenommen werden.

## Beziehungen zu Hörereignissen
| Schallereignis            | Hörereignis                   |
| ------------------------- | ----------------------------- |
| Schalldruckpegel          | Lautheit                      |
| Frequenz                  | Tonheit                       |
| Spektrum                  | Klangfarbe                    |
| Position der Schallquelle | Lokalisation der Schallquelle |